# Richard Correll
Richard Correll (Condado de Los Angeles, 14 de Maio de 1948) é um diretor e produtor americano.
Ele é diretor de diversas séries, como: The Suite Life of Zack & Cody, Family Matters, What I Like About You, That's So Raven, So Little Time, The Amanda Show, The Hogan Family, Yes, Dear, Two of a Kind e diversos outros, como Hannah Montana.